# Berg (öselsches Adelsgeschlecht)

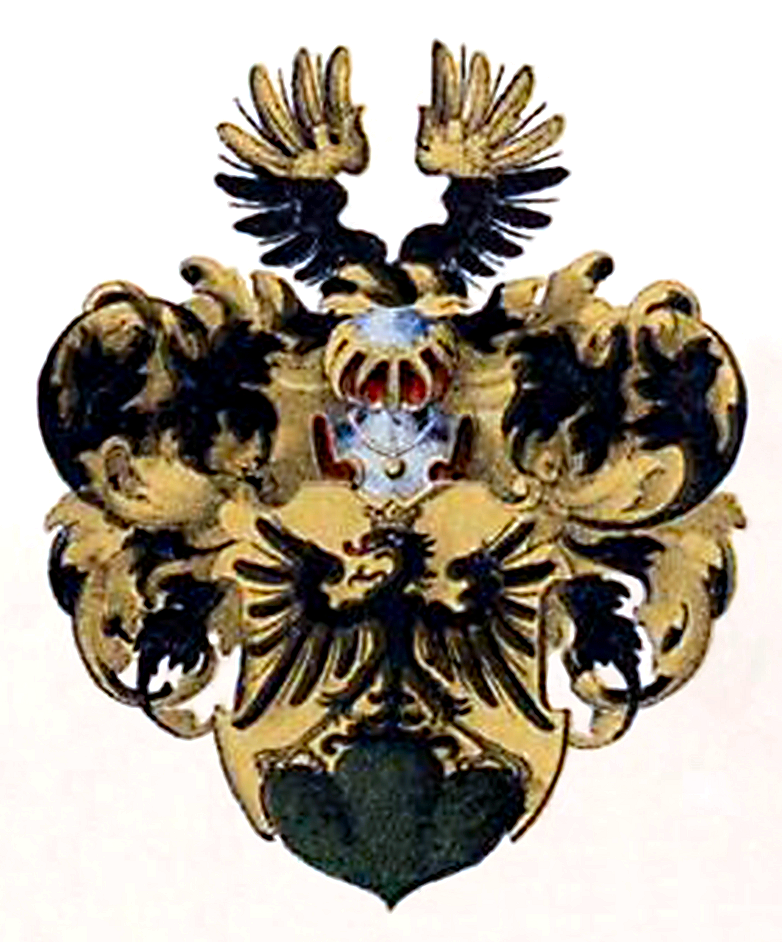
Wappen derer von Berg

Berg, auch Berch, ist der Name eines ursprünglich baltischen Adelsgeschlecht.

## Geschichte
Das Geschlecht erschien wohl zuerst mit nobilis Bernhardus van dem Berge, von dem angenommen wird, er sei zu Beginn des 15. Jahrhunderts aus Westfalen nach Oesel gekommen. 1490 erschien dann sein Sohn Gories van dem Berge, Vasall des Ordens als Zeuge in einer Streitsache zwischen der Stadt Riga und Peter Wetberg, dem Bischof von Oesel.
Die gesicherte Stammreihe beginnt mit Bernhard Berg († nach 1562), Stiftsvogt zu Arensburg, welcher mit seinem Bruder Niclas 1531 in Brüssel in den Reichsadelstand gehoben wurde. Die beiden Brüder sind mögliche Söhne des obigen Gories (1490).
Im Jahre 1561 erhielt das Geschlecht in Wilna das polnische Indigenat. Diese Linie stellte mit Jan Berg († 1665) einen Starost zu Rajgród, sein Sohn Wladyslaw Berg († 1710) war um 1680 Kastellan in Livland. Die Familie war zu Sēlpils, Schönberg und Prezma begütert. Konstancja Berg war gegen Ende des 19. Jahrhunderts die letzte Angehörige dieser Linie.
Bereits 1620 immatrikulierte sich die Familie bei der kurländischen Ritterschaft, 1741 auch bei der livländischen Ritterschaft.
Unter den Söhnen des obigen Stiftsvogtes teilte sich das Geschlecht in die Linien Carmel († 1759) und Clausholm–Müllershof (blühte noch 1935 im Inneren Russlands).
Die Familie tat sich vor allem im Militärischen hervor, konnte aber auch bedeutende Zivilämter besetzen. So war Friedrich Johann Gustav von Berg (* 1756; † 1821) in den Jahren 1792 bis 1797 Adelsmarschall.
Die Familie ist insbesondere von den ebenfalls im historischen Estland anzutreffenden Berg a.d.H. Kattentack und den Berg a.d.H. Kandel zu unterscheiden. Diese beiden Geschlechter führen zwar ebenfalls einen schwarzen Adler im Schild, was eine Stammesverwandtschaft nicht ausschließt, jedoch ist diese nicht erwiesen. Die hier behandelten Berg waren u. a. auf Carmel begütert, werden daher zur Unterscheidung auch Berg a.d.H. Carmel genannt. Weiterhin besaßen sie auf Oesel Clausholm, Köln, Jöggies, Käsel, Katwell, Koiküll, Müllershof, Padel und Uddoser, in Estland Odenkat.

## Wappen
Der Schild des Stammwappens zeigt in Gold auf grünem Dreiberg einen gekrönten schwarzen Adler. Auf dem Helm mit schwarz-goldenen Decken, ein offener von Gold und Schwarz geteilter Flug.